# Whiskey Cavalier
Whisky Cavalier es una serie de televisión estadounidense de drama y comedia, creada por Dave Hemingson y se estrenó el 27 de febrero de 2019 con un adelanto del primer episodio que se emitió el 24 de febrero de 2019 en ABC. El 12 de mayo de 2019, ABC canceló la serie tras una temporada.

## Sinopsis
Whisky Cavalier sigue las "aventuras de Will Chase (nombre en clave: Whisky Cavalier), un agente del FBI quien, después de una ruptura emocional, es asignado para trabajar con Francesca "Frankie" Trowbridge (nombre en clave: Fiery Tribune), una agente de la CIA. Juntos lideran un equipo interinstitucional de espías que periódicamente salvan el mundo mientras navegan por las carreteras rocosas de la amistad, el romance y la política de la oficina".

## Elenco

### Principal
- Scott Foley como agente del FBI Will Chase
- Lauren Cohan como agente de la CIA Francesca "Frankie" Trowbridge
- Ana Ortiz como perfiladora del FBI Susan Sampson
- Tyler James Williams como analista de la NSA Edgar Standish
- Vir Das como agente de la CIA Jai Datta
- Josh Hopkins como agente del FBI Ray Prince

### Recurrente
- Dylan Walsh como Alex Ollerman
- Marika Domińczyk como Martyna "Tina" Marek
- Christa Miller como Kelly Ashland

### Invitado
- Bellamy Young como Karen Pappas
- Alix Bénézech como General Costa Mistress

## Episodios
| N.º | Título                            | Dirigido por             | Escrito por                  | Fecha de emisión original | Código de prod. | Audiencia (millones) |
| --- | --------------------------------- | ------------------------ | ---------------------------- | ------------------------- | --------------- | -------------------- |
| 1 | «Pilot»                           | Peter Atencio            | Dave Hemingson               | 24 de febrero de 2019     | T15.10150       | 4,08                 |
| Tras una devastadora ruptura con su prometida Gigi, el agente del FBI Will Chase impide un acuerdo sobre armas en París con su colega Ray Price. Su superior, Ollerman, lo asigna a Moscú para que rastree a Edgar Standish, un analista buscado por piratear la NSA. La agente de la CIA Frankie Trowbridge intercepta a Will y Standish, pero es traicionada por su compañero Dmitri. Will lo mata, y él y Frankie se hacen pasar por una pareja para pasar un punto de control antes de que ella lo someta y conduzca a Núremberg; Will entonces la domina. Standish explica que alguien lo persigue por descubrir a agentes corruptos de la inteligencia estadounidense. Frankie los alcanza, pero es disparada por un cazarrecompensas en su camino, obligándolos a ir a Ray por ayuda. Will descubre que Ray se ha estado acostando con Gigi, antes de que Ollerman llegue y se exponga como el traidor. Frankie lo distrae con una bomba disfrazada de tampón, permitiendo que Will lo mate con un cuchillo. El gobierno encubre el incidente con una estipulación: Frankie y Will deben formar un equipo conjunto FBI-CIA con Standish, el colega de Frankie, Jai, y el perfilador del FBI Sampson. |                                   |                          |                              |                           |                 |                      |
| 2 | «The Czech List»                  | Peter Atencio            | Adam Sztykiel                | 6 de marzo de 2019        | T13.21453       | 5,31                 |
| El equipo intenta capturar al contrabandista internacional Stavros Pappas en Viena, sólo para que lo mate una asesina desconocida. Frankie recupera el ojo de Pappas para abrir una bóveda que contiene un valioso libro de contabilidad, que también requiere un escáner de retina de la viuda de Pappas, Karen. A pesar de la preocupación de Frankie de que es demasiado vulnerable emocionalmente, Will trata de seducir a Karen. Ray, el nuevo enlace del equipo, les informa que la asesina, Hana Novak, también está cazando a Karen. Sampson se enfrenta a Standish por su tendencia a mentir en las relaciones románticas. Frankie trata de advertirle a Will que Novak se está acercando, pero Will se ve obligado a descubrir su tapadera para luchar contra los hombres de Novak. Frankie discute con Will, aparentemente celosa de que se siente genuinamente atraído por Karen. Después de ser sorprendido por el engaño de Standish, Sampson le dice que miente porque no cree en sí mismo. Karen resulta ser la amante de Novak; atrapa a Will y Frankie en la bóveda y destruye el libro de contabilidad. Los agentes inundan la bóveda para forzar su apertura. Frankie mata a Novak, y Will captura a Karen, quien ha memorizado el libro de contabilidad. Frankie amenaza a Ray, diciéndole que nunca será parte del equipo. |                                   |                          |                              |                           |                 |                      |
| 3 | «When in Rome»                    | Peter Atencio            | David Hemingson              | 13 de marzo de 2019       | T13.21452       | 3,75                 |
| 4 | «Mrs. & Mr. Trowbridge»           | Zach Braff               | Sheri Elwood                 | 20 de marzo de 2019       | T13.21455       | 3,67                 |
| 5 | «The English Job»                 | Amanda Marsalis          | Rick Muirragui               | 27 de marzo de 2019       | T13.21456       | 2,96                 |
| 6 | «Five Spies and a Baby»           | Michael Spiller          | Dean Lopata                  | 3 de abril de 2019        | T13.21457       | 3,12                 |
| 7 | «Spain, Trains, and Automobiles»  | Matthew A. Cherry        | Amy Pocha y Seth Cohen       | 10 de abril de 2019       | T13.21458       | 3,12                 |
| 8 | «Confessions of a Dangerous Mind» | Jon East                 | Jameel Saleem                | 17 de abril de 2019       | T13.21459       | 2,85                 |
| 9 | «Hearts & Minds»                  | Jon East                 | Adam Higgs                   | 24 de abril de 2019       | T13.21454       | 2,54                 |
| 10 | «Good Will Hunting»               | Romeo Tirone             | Erica Batty                  | 1 de mayo de 2019         | T13.21460       | 2,72                 |
| 11 | «College Confidential»            | Rob Bailey               | Kelsey Murray & Helen Berger | 8 de mayo de 2019         | T13.21462       | 2,43                 |
| 12 | «Two of a Kind»                   | Daisy von Scherler Mayer | Ashley Darnall               | 15 de mayo de 2019        | T13.21461       | 2,54                 |
| 13 | «Czech Mate»                      | Peter Atencio            | David Hemingson              | 22 de mayo de 2019        | T13.21463       | 3,64                 |

1. ↑  Un adelanto del piloto se emitió el 24 de febrero de 2019, antes del estreno del piloto en su horario regular el 27 de febrero de 2019.[1]

## Producción

### Desarrollo
El 24 de octubre de 2017, se anunció que ABC había ordenado un piloto, puesto que varias cadenas habían mostrado interés. El piloto fue escrito por Dave Hemingson, productor ejecutivo junto a Bill Lawrence y Jeff Ingold. Scott Foley se estableció para servir como productor. Las empresas productoras involucradas con el piloto incluyen a Doozer y Warner Bros. Television. El 16 de febrero de 2018, se anunció que Peter Atencio dirigiría el piloto y se convertiría en productor ejecutivo. El 11 de mayo de 2018, se anunció que ABC había ordenado la serie. El 15 de mayo de 2018, se anunció que la serie se estrenaría en 2019 como una orden de media temporada.

### Casting
Junto con el anuncio del piloto, se confirmó que Scott Foley además de producir, protagonizaría la serie. El 20, 22 y 27 de febrero de 2018, se anunciaron que Lauren Cohan, Ana Ortiz, y Tyler James Williams (respectivamente) se habían unido al elenco principal. El 23 de agosto de 2018, se anunció que Josh Hopkins se unió al elenco principal.

## Lanzamiento

### Emisión
En Latinoamérica, se estrenó el 14 de marzo de 2019 en Warner TV. En España, se estrenó el 28 de febrero de 2019 en Movistar Series.[cita requerida]

### Publicidad
El 15 de mayo de 2018, ABC lanzó el primer tráiler oficial de la serie.

## Recepción

### Audiencias
| N.º | Título                            | Fecha de emisión      | ÍA/CP (18–49) | Audiencia (millones) | DVR (18–49) | Audiencia DVR (millones) | Total (18–49) | Audiencia total (millones) |
| --- | --------------------------------- | --------------------- | ------------- | -------------------- | ----------- | ------------------------ | ------------- | -------------------------- |
| 1   | «Pilot»                           | 24 de febrero de 2019 | 0,7/3         | 4,08                 | 0,8         | 3,64                     | 1,5           | 7,72                       |
| 2   | «The Czech List»                  | 6 de marzo de 2019    | 0,9/4         | 5,31                 | 0,8         | 3,79                     | 1,7           | 9,11                       |
| 3   | «When in Rome»                    | 13 de marzo de 2019   | 0,6/3         | 3,75                 | 0,8         | 3,61                     | 1,4           | 7,36                       |
| 4   | «Mrs. & Mr. Trowbridge»           | 20 de marzo de 2019   | 0,6/3         | 3,67                 | 0,7         | 3,51                     | 1,3           | 7,18                       |
| 5   | «The English Job»                 | 27 de marzo de 2019   | 0,5/3         | 2,96                 | 0,8         | 3,46                     | 1,3           | 6,42                       |
| 6   | «Five Spies and a Baby»           | 3 de abril de 2019    | 0,6/3         | 3,12                 | 0,6         | 3,17                     | 1,2           | 6,29                       |
| 7   | «Spain, Trains, and Automobiles»  | 10 de abril de 2019   | 0,6/3         | 3,12                 | 0,6         | 3,04                     | 1,2           | 6,16                       |
| 8   | «Confessions of a Dangerous Mind» | 17 de abril de 2019   | 0,5/3         | 2,85                 | 0,5         | 2,89                     | 1,0           | 5,75                       |
| 9   | «Hearts & Minds»                  | 24 de abril de 2019   | 0,4/2         | 2,54                 | 0,6         | 2,81                     | 1,0           | 5,35                       |
| 10  | «Good Will Hunting»               | 1 de mayo de 2019     | 0,5/2         | 2,72                 | 0,5         | 2,78                     | 1,0           | 5,50                       |
| 11  | «College Confidential»            | 8 de mayo de 2019     | 0,4/2         | 2,43                 | 0,6         | 2,92                     | 1,0           | 5,36                       |
| 12  | «Two of a Kind»                   | 15 de mayo de 2019    | 0,4/3         | 2,54                 | —           | —                        | —             | —                          |
| 13  | «Czech Mate»                      | 22 de mayo de 2019    | 0,7/4         | 3,64                 | —           | —                        | —             | —                          |